# Rallye Katalonien 2011

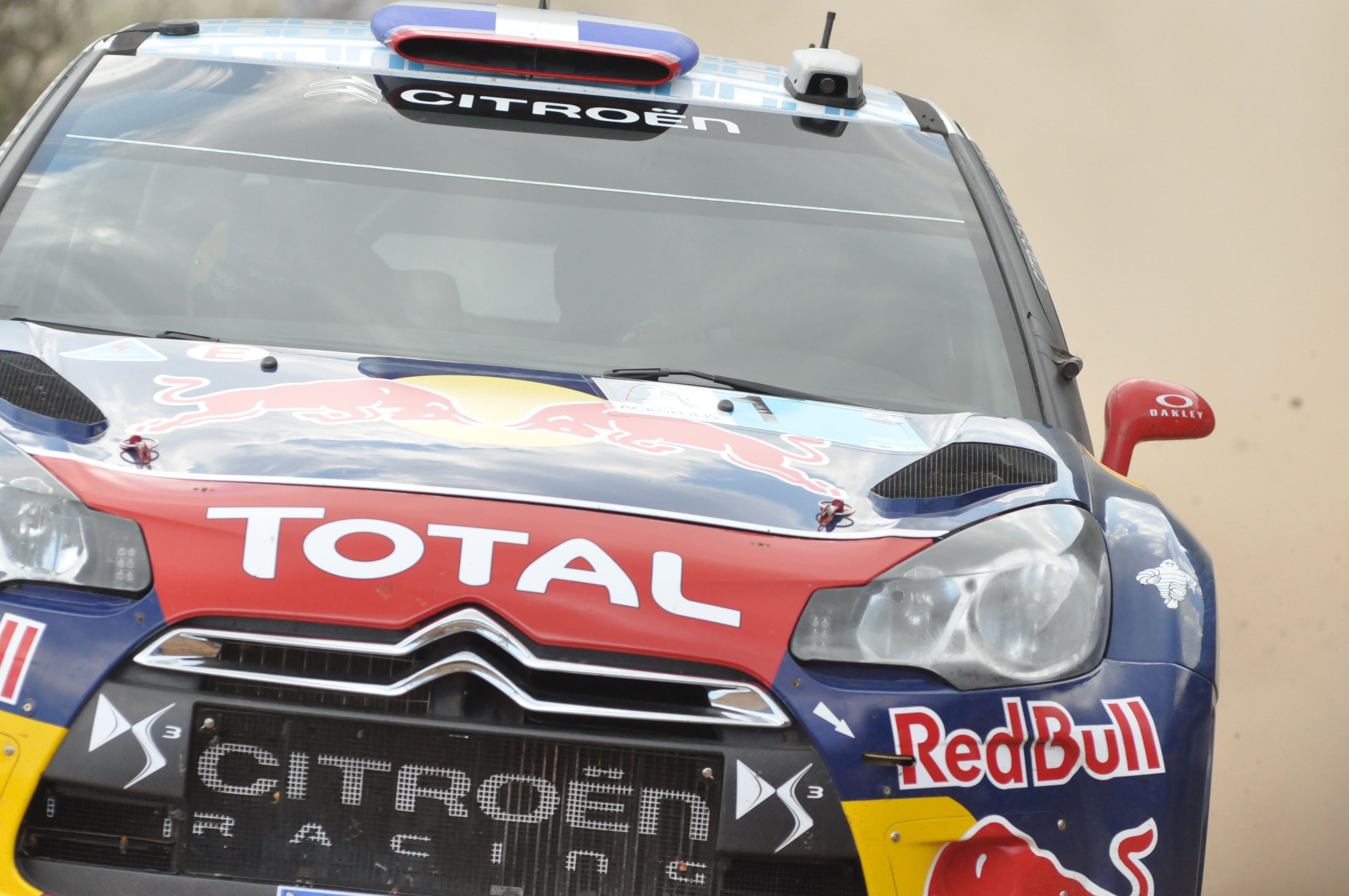
Sébastien Loeb und Daniel Elena im Citroën DS3 WRC

Die 47. Rallye Katalonien (offiziell 47è Rally RACC Catalunya – Costa Daurada) war der 12. Lauf zur Rallye-Weltmeisterschaft 2011.

## Hintergrund
Eine Besonderheit der Rallye Katalonien war der Wettkampf auf unterschiedlichen Fahrbahnbelägen. Während am ersten Tag größtenteils Schotterstraßen befahren wurden, fand die Rallye an den folgenden beiden Tagen auf asphaltierten Straßen statt. Auf dem Programm standen 18 Wertungsprüfungen über 406,52 Kilometer. Das Fahrerlager befand sich in Salou. Zur Rallye waren 58 Fahrzeuge gestartet.
Vor der Rallye lagen die drei Führenden in der Punktewertung eng beieinander und hatten nahezu gleichwertige Chancen auf den Weltmeistertitel. Citroën-Werkfahrer Sébastien Loeb und Mikko Hirvonen in Ford-Diensten lagen mit jeweils 196 Zählern punktgleich an der Spitze der Tabelle. Loebs Teamkollege Sébastien Ogier hatte nur drei Punkte Rückstand.
Die Rallye Katalonien war der letzte Saisonlauf zur Super 2000 World Rally Championship. Die Meisterschaft entschied sich bei dieser Veranstaltung zwischen Juho Hänninen, Ott Tänak und Martin Prokop. Vor dem Start hatte Hänninen 108 SWRC-Punkte auf seinem Konto, Tänak 105 und Prokop 91.

## Berichte

### 1. Tag (Freitag, 21. Oktober)
Die ersten Wertungsprüfungen führten überwiegend über Schotterpisten. In der Luft hängender Staub sorgte für Sichtprobleme unter den Fahrern. Deswegen schickten die Organisatoren die Fahrzeuge im Abstand von drei Minuten statt der sonst üblichen zwei Minuten auf die Strecke. Sébastien Loeb, der als Erster starten musste, konnte aus seiner in diesem Fall vorteilhaften Startposition Profit schlagen. Er war auf WP1 gleich 7,4 Sekunden schneller als der Zweite und setzte sich an die Spitze der Rallye. Um mit den Sichtproblemen umzugehen, wählte Kris Meeke eine ungewöhnliche Strategie: er erschien absichtlich eine Minute zu spät zum Start von WP1 und erhielt dafür zehn Strafsekunden. Dafür hatte er aber einen größeren Abstand zum vorausfahrenden Fahrzeug und so eine bessere Sicht. Bereits auf der besonders verstaubten WP1 traf Petter Solberg mit seinem Fahrzeug einen Betonklotz. Dabei beschädigte er sich die Radaufhängung vorne links so stark, dass er nicht weiterfahren konnte. An derselben Stelle verunfallten auch Ken Block und SWRC-Titelkandidat Ott Tänak. Kimi Räikkönen fiel auf WP3 wegen Problemen an der Benzinzufuhr aus. Bis zur Mittagspause, nach WP3, hielt Loeb einen Vorsprung von 5,3 Sekunden auf seinen nächsten Verfolger, Jari-Matti Latvala. Sébastien Ogier schob sich mit Bestzeiten auf WP2 und WP3 wieder bis auf 11,9 Sekunden an die Spitze heran und lag nun auf Platz drei, während Mikko Hirvonen schon über eine halbe Minute Rückstand hatte.
Am Nachmittag hatte sich der Staub weitestgehend gelegt. Latvala fuhr zwei Bestzeiten und übernahm die Gesamtführung. Ogier kostete auf WP5 ein Reifenschaden mit anschließendem Radwechsel über eineinhalb Minuten. Die WP6 wurde bei Dunkelheit ausgetragen, was in Kombination mit dem aufgewirbelten Staub eine zusätzliche Schwierigkeit bereitete. Latvala ereilte, auf der Asphaltsektion dieser Prüfung, ein selbst verschuldeter Reifenschaden und er verlor über 46 Sekunden. Die Führung ging somit wieder an Loeb, der auf dieser Prüfung deutlich der Schnellste war. Nach dem ersten Tag der Rallye führte Loeb mit 30,6 Sekunden Vorsprung vor Latvala. Hirvonen lag 54,2 Sekunden zurück und Ogier als Vierter schon 1:45,3.

### 2. Tag (Samstag, 22. Oktober)
Am Samstag standen ausschließlich Asphalt-Prüfungen an. Dort zeigte Loeb, auf den ersten Kilometern der ersten Wertungsprüfung, wer der Asphaltspezialist ist. Er baute seinen Vorsprung Sekunde um Sekunde aus um anschließend, für den Rest der Rallye, seinen Vorsprung nur mehr zu verwalten. Auf WP7 als Auftaktprüfung des Tages ereilte Ogier erneut einen Reifenschaden, der ihn weitere eineinhalb Minuten zurückwarf. Hirvonen ließ über 25 Sekunden liegen und verlor zunehmend den Anschluss an die Spitze. Loeb brach mit seiner Bestzeit auf WP8 den Rekord an gewonnenen Wertungsprüfungen, es war seine 802. Der eigentlich als Schotterspezialist bekannte Latvala hatte von Ford den Auftrag erhalten „volles Risiko zu nehmen“ um möglichst viel Druck auf Loeb auszuüben, er konnte seinen Rückstand auf Loeb in etwa gleich halten. Er ging mit einem Rückstand von 32,8 Sekunden nach WP9 in die Mittagspause. Am Nachmittag erzielte Latvala noch zwei weitere Bestzeiten und verkürzte seinen Rückstand auf 27,6 Sekunden. Als Dritter war Hirvonen mit 1:51,8 Minuten deutlich abgeschlagen. Hinter ihm machte Dani Sordo allmählich Boden gut, ihn trennten am Tagesende knapp 40 Sekunden von Hirvonen.

### 3. Tag (Sonntag, 23. Oktober)
Die ersten Wertungsprüfungen des dritten Renntages brachten an der Spitze der Gesamtwertung fast keine Veränderungen. Sordo fuhr sich auf WP14 einen Reifenschaden ein, der ihn knapp 30 Sekunden und damit die Chancen auf Platz drei kostete. Zur Mittagspause führte Loeb weiterhin vor Latvala. Ogier, der inzwischen nur noch knapp hinter Sordo auf Rang fünf lag, schied auf WP17 mit Motorschaden aus. Latvala nahm anschließend erwartungsgemäß eine 2-Minuten-Zeitstrafe in Kauf, um seinem in der Fahrerwertung besser platzierten Teamkollegen Mikko Hirvonen den Vortritt zu lassen. In der verregneten Power Stage zum Ende der Rallye profitierte das Mini-Werksteam von einer taktisch guten Reifenwahl. Somit holten sich Kris Meeke und Sordo vor Loeb die Bonuspunkte. Loeb gewann schließlich mit über zwei Minuten Vorsprung vor Hirvonen und Latvala. Juho Hänninen gewann die SWRC-Wertung und machte sich damit zum SWRC-Weltmeister. Insgesamt wurden 44 Fahrzeuge klassiert von 58 gestarteten.
Mit seinem Sieg brachte Sébastien Loeb sich vor der Rallye Wales 2011, dem letzten Lauf der Saison, in die beste Ausgangsposition im Kampf um die Weltmeisterschaft. Mikko Hirvonen mit einem Rückstand von acht Punkten, blieb aber weiterhin in Schlagdistanz. Sébastien Ogier hatte nach seinem Ausfall keine Chancen mehr auf den Weltmeistertitel. Dies bedeutete, dass die Rallye Wales auf ein Duell zwischen Loeb und Hirvonen hinausläuft.

## Klassifikationen

### Endresultat
| Rang    | Fahrer                 | Beifahrer            | Auto                           | Zeit      | Rückstand | Punkte + Power-Stage |
| WRC     | WRC                    | WRC                  | WRC                            | WRC       | WRC       | WRC                  |
| ------- | ---------------------- | -------------------- | ------------------------------ | --------- | --------- | -------------------- |
| 1       | Sébastien Loeb         | Daniel Elena         | Citroën DS3 WRC                | 4:05:39.3 | 00:00.0   | 25 + 1               |
| 2       | Mikko Hirvonen         | Jarmo Lehtinen       | Ford Fiesta RS WRC             | 4:07:46.2 | 02:06.9   | 18                   |
| 3       | Jari-Matti Latvala     | Miikka Anttila       | Ford Fiesta RS WRC             | 4:08:11.7 | 02:32.4   | 15                   |
| 4       | Daniel Sordo           | Carlos del Barrio    | Mini John Cooper Works WRC     | 4:09:03.4 | 03:24.1   | 12 + 2               |
| 5       | Kris Meeke             | Paul Nagle           | Mini John Cooper Works WRC     | 4:10:54.3 | 05:15.0   | 10 + 3               |
| 6       | Mads Østberg           | Jonas Andersson      | Ford Fiesta RS WRC             | 4:11:33.5 | 05:54.2   | 8                    |
| 7       | Evgeny Novikov         | Denis Giraudet       | Ford Fiesta RS WRC             | 4:15:11.1 | 09:31.8   | 6                    |
| 8       | Henning Solberg        | Ilka Minor           | Ford Fiesta RS WRC             | 4:15:19.4 | 09:40.1   | 4                    |
| 9       | Dennis Kuipers         | Frédéric Miclotte    | Ford Fiesta RS WRC             | 4:16:53.1 | 11:13.8   | 2                    |
| 10      | Juho Hänninen          | Mikko Markkula       | Škoda Fabia S2000              | 4:19:28.5 | 13:49.2   | 1                    |
| SWRC    |                        |                      |                                |           |           |                      |
| 1 (10)  | Juho Hänninen          | Mikko Markkula       | Škoda Fabia S2000              | 4:19:28.5 | 00:00.0   | 25                   |
| 2 (11)  | Nasser Al-Attiyah      | Giovanni Bernacchini | Ford Fiesta S2000              | 4:19:43.4 | 00:14.9   | 18                   |
| 3 (13)  | Martin Prokop          | Jan Tománek          | Ford Fiesta S2000              | 4:20:26.2 | 00:57.7   | 15                   |
| 4 (15)  | Craig Breen            | Gareth Roberts       | Ford Fiesta S2000              | 4:21:48.7 | 02:20.2   | 12                   |
| 5 (18)  | Hermann Gassner junior | Timo Gottschalk      | Škoda Fabia S2000              | 4:24:30.6 | 05:02.1   | 10                   |
| 6 (27)  | Ott Tänak              | Kuldar Sikk          | Ford Fiesta S2000              | 4:49:41.2 | 30:12.7   | 8                    |
| 7 (28)  | Karl Kruuda            | Martin Järveoja      | Škoda Fabia S2000              | 4:50:29.9 | 31:01.4   | 6                    |
| 8 (40)  | Albert Llovera         | Diego Vallejo        | Abarth Grande Punto S2000      | 5:12:07.6 | 52:39.1   | 4                    |
| PWRC    |                        |                      |                                |           |           |                      |
| 1 (21)  | Patrik Flodin          | Göran Bergsten       | Subaru Impreza WRX STI         | 4:29:40.7 | 00:00.0   | 25                   |
| 2 (22)  | Michał Kościuszko      | Maciej Szczepaniak   | Mitsubishi Lancer Evolution X  | 4:29:42.7 | 00:02.0   | 18                   |
| 3 (24)  | Benito Guerra          | Borja Rozada         | Mitsubishi Lancer Evolution X  | 4:39:26.2 | 09:45.5   | 15                   |
| 4 (29)  | Bader Al Jabri         | Stephen McAuley      | Subaru Impreza WRX STI         | 4:50:47.3 | 21:06.6   | 12                   |
| 5 (30)  | Oleksandr Saliuk jun   | Pavlo Cherepin       | Mitsubishi Lancer Evolution IX | 4:52:48.0 | 23:07.3   | 10                   |
| 6 (31)  | Nicolás Fuchs          | Cándido Carerra      | Mitsubishi Lancer Evolution X  | 4:53:58.4 | 24:17.7   | 8                    |
| 7 (32)  | Valeriy Gorban         | Andrey Nikolayev     | Mitsubishi Lancer Evolution IX | 4:55:48.4 | 26:07.7   | 6                    |
| 8 (34)  | Hayden Paddon          | John Kennard         | Subaru Impreza WRX STI         | 5:01:04.1 | 31:23.4   | 4                    |
| 9 (35)  | Oleksiy Kikireshko     | Sergey Larens        | Mitsubishi Lancer Evolution IX | 5:06:47.2 | 37:06.5   | 2                    |
| 10 (36) | Martin Semerád         | Michal Ernst         | Mitsubishi Lancer Evolution IX | 5:07:04.3 | 37:23.6   | 1                    |

1. 1 2 3  Bonuspunkte für Platzierung auf der Power Stage.

### Wertungsprüfungen
| Tag                                       | WP                                        | Name            | Länge    | Start MESZ         | Gewinner           | Beifahrer                  | Auto               | Zeit    | Ø km/h | Leader             |
| ----------------------------------------- | ----------------------------------------- | --------------- | -------- | ------------------ | ------------------ | -------------------------- | ------------------ | ------- | ------ | ------------------ |
| Tag 1 (21. Okt.)                          | WP1                                       | Pesells 1       | 25,74 km | 08:43              | Sébastien Loeb     | Daniel Elena               | Citroën DS3 WRC    | 15:18.7 | 100,86 | Sébastien Loeb     |
| Tag 1 (21. Okt.)                          | WP2                                       | Terra Alta 1    | 35,94 km | 09:51              | Sébastien Ogier    | Julien Ingrassia           | Citroën DS3 WRC    | 23:49.4 | 90,52  | Sébastien Loeb     |
| Tag 1 (21. Okt.)                          | WP3                                       | Les Garrigues 1 | 18,50 km | 11:29              | Sébastien Ogier    | Julien Ingrassia           | Citroën DS3 WRC    | 13:14.7 | 83,81  | Sébastien Loeb     |
| Tag 1 (21. Okt.)                          | Service PortAventura, 14:19 Uhr (30 Min.) |                 |          |                    |                    |                            |                    |         |        | Sébastien Loeb     |
| Tag 1 (21. Okt.)                          | WP4                                       | Pesells 2       | 25,74 km | 16:42              | Jari-Matti Latvala | Miikka Anttila             | Ford Fiesta RS WRC | 14:42.2 | 105,04 | Jari-Matti Latvala |
| Tag 1 (21. Okt.)                          | WP5                                       | Terra Alta 2    | 35,94 km | 17:50              | Jari-Matti Latvala | Miikka Anttila             | Ford Fiesta RS WRC | 23:19.4 | 92,46  | Jari-Matti Latvala |
| Tag 1 (21. Okt.)                          | WP6                                       | Les Garrigues 2 | 18,50 km | 19:28              | Sébastien Loeb     | Daniel Elena               | Citroën DS3 WRC    | 13:14.5 | 83,83  | Sébastien Loeb     |
| Tag 1 (21. Okt.)                          | Service PortAventura, 21:53 Uhr (75 Min.) |                 |          |                    |                    |                            |                    |         |        | Sébastien Loeb     |
| Tag 2 (22. Okt.)                          |                                           |                 |          |                    |                    |                            |                    |         |        | Sébastien Loeb     |
| Service PortAventura, 08:30 Uhr (15 Min.) |                                           |                 |          |                    |                    |                            |                    |         |        | Sébastien Loeb     |
| WP7                                       | El Priorat 1                              | 45,97 km        | 09:40    | Sébastien Loeb     | Daniel Elena       | Citroën DS3 WRC            | 25:35.9            | 107,75  |        | Sébastien Loeb     |
| WP8                                       | Riba-roja d'Ebre 1                        | 12,27 km        | 11:08    | Sébastien Loeb     | Daniel Elena       | Citroën DS3 WRC            | 08:06.9            | 90,72   |        | Sébastien Loeb     |
| WP9                                       | Punta de les Torres 1                     | 13,53 km        | 11:33    | Jari-Matti Latvala | Miikka Anttila     | Ford Fiesta RS WRC         | 07:05.7            | 114,42  |        | Sébastien Loeb     |
| Service PortAventura, 13:23 Uhr (30 Min.) |                                           |                 |          |                    |                    |                            |                    |         |        | Sébastien Loeb     |
| WP10                                      | El Priorat 2                              | 45,97 km        | 14:48    | Jari-Matti Latvala | Miikka Anttila     | Ford Fiesta RS WRC         | 25:39.1            | 107,53  |        | Sébastien Loeb     |
| WP11                                      | Riba-roja d'Ebre 2                        | 12,27 km        | 16:16    | Daniel Sordo       | Carlos del Barrio  | Mini John Cooper Works WRC | 08:12.3            | 89,73   |        | Sébastien Loeb     |
| WP12                                      | Punta de les Torres 2                     | 13,53 km        | 16:41    | Jari-Matti Latvala | Miikka Anttila     | Ford Fiesta RS WRC         | 07:04.2            | 114,82  |        | Sébastien Loeb     |
| Service PortAventura, 18:21 Uhr (45 Min.) |                                           |                 |          |                    |                    |                            |                    |         |        | Sébastien Loeb     |
| Tag 3 (23. Okt.)                          |                                           |                 |          |                    |                    |                            |                    |         |        | Sébastien Loeb     |
| Service PortAventura, 06:00 Uhr (15 Min.) |                                           |                 |          |                    |                    |                            |                    |         |        | Sébastien Loeb     |
| WP13                                      | Santa Marina 1                            | 26,51 km        | 07:02    | Sébastien Ogier    | Julien Ingrassia   | Citroën DS3 WRC            | 15:55.3            | 99,90   |        | Sébastien Loeb     |
| WP14                                      | La Mussara 1                              | 20,48 km        | 08:22    | Mikko Hirvonen     | Jarmo Lehtinen     | Ford Fiesta RS WRC         | 11:13.6            | 109,45  |        | Sébastien Loeb     |
| WP15                                      | Coll de la Teixeta 1                      | 4,32 km         | 09:12    | Sébastien Loeb     | Daniel Elena       | Citroën DS3 WRC            | 02:37.0            | 99,06   |        | Sébastien Loeb     |
| Service PortAventura, 10:22 Uhr (30 Min.) |                                           |                 |          |                    |                    |                            |                    |         |        | Sébastien Loeb     |
| WP16                                      | Santa Marina 2                            | 26,51 km        | 11:39    | Sébastien Ogier    | Julien Ingrassia   | Citroën DS3 WRC            | 15:37.9            | 101,75  |        | Sébastien Loeb     |
| WP17                                      | La Mussara 2                              | 20,48 km        | 12:59    | Jari-Matti Latvala | Miikka Anttila     | Ford Fiesta RS WRC         | 11:09.6            | 110,11  |        | Sébastien Loeb     |
| WP18                                      | Coll de la Teixeta 2                      | 4,32 km         | 14:11    | Kris Meeke         | Paul Nagle         | Mini John Cooper Works WRC | 02:45.7            | 93,86   |        | Sébastien Loeb     |
| Service PortAventura, 14:54 Uhr (10 Min.) |                                           |                 |          |                    |                    |                            |                    |         |        | Sébastien Loeb     |

### Gewinner Wertungsprüfungen
| WP                  | Anzahl | Fahrer             | Auto                       |
| ------------------- | ------ | ------------------ | -------------------------- |
| 4, 5, 9, 10, 12, 17 | 6      | Jari-Matti Latvala | Ford Fiesta RS WRC         |
| 1, 6, 7, 8, 15      | 5      | Sébastien Loeb     | Citroën DS3 WRC            |
| 2, 3, 13, 16        | 4      | Sébastien Ogier    | Citroën DS3 WRC            |
| 14                  | 1      | Mikko Hirvonen     | Ford Fiesta RS WRC         |
| 11                  | 1      | Dani Sordo         | Mini John Cooper Works WRC |
| 18                  | 1      | Kris Meeke         | Mini John Cooper Works WRC |

### Fahrer-WM nach der Rallye
| Pos. | Fahrer             | Punkte |
| ---- | ------------------ | ------ |
| 1    | Sébastien Loeb     | 222    |
| 2    | Mikko Hirvonen     | 214    |
| 3    | Sébastien Ogier    | 193    |
| 4    | Jari-Matti Latvala | 146    |
| 5    | Petter Solberg     | 110    |

### Team-Weltmeisterschaft
| Pos. | Team               | Punkte |
| ---- | ------------------ | ------ |
| 1    | Citroën WRT        | 397    |
| 2    | Ford WRT           | 351    |
| 3    | Stobart WRT        | 145    |
| 4    | Petter Solberg WRT | 98     |